# مشروع عمل جيمي وروزالين كارتر
مشروع عمل جيمي وروزالين كارتر – هو عبارة عن حملة سنوية لبناء المنازل، يحدث بشكل عام في الولايات المتحدة لمدة عام واحد، وموقع دولي في العام التالي. ساعد الرئيس جيمي كارتر وروزالين كارتر متطوعي هابيتات في تجديد المبنى المكون من 19 وحدة، ولفتت التغطية الإعلامية الإنتباه إلى هابيتات، التي تأسست عام 1976 في أمريكوس ، جورجيا، على بعد مسافة قصيرة من مسقط رأس كارتر في بلاينز ، جورجيا. على الرغم من أن الرئيس كارتر قال مرارًا وتكرارًا أنه لم يكن ينوي أبدًا بدء مشروع سنوي، فقد عاد كارتر في العام التالي إلى نفس الموقع لإنهاء أعمال التجديد. في 10 أكتوبر 2013 كجزء من المشروع السنوي الثلاثين، عادت كارتر إلى المبنى وإلتقت بالعائلات التي تعيش هناك.
بحلول عام 2019 ساعد مشروع عمل جيمي وروزالين كارتر 4390 أسرة على الانتقال إلى مأوى أمن وبأسعار معقولة في 14 دولة، اشترك أكثر من 104000 متطوع من جميع أنحاء العالم للبناء جنبًا إلى جنب مع كارتر.
بدأت مشاريع عمل كارتر بشكل متواضع وبُني ببطء، عُقدت المشاريع المبكرة في الولايات المتحدة، وكانت صغيرة نسبيًا مقارنة بالسنوات اللاحقة.

## 1986
شيكاغو - إلينوي: بعد أول رحلتين إلى مدينة نيويورك انتقل كارتر إلى شيكاغو، حيث ساعدوا في بناء مجمع من أربع وحدات على الجانب الغربي من المدينة، انضمت إليهما إبنتهما إيمي واحتفلتا بالذكرى الأربعين لزواجهما - 7 يوليو 1986 - في موقع البناء. في السنوات القادمة كان أبناء كارتر وأحفاده يتطوعون كثيرًا.

## 1987
شارلوت ، نورث كارولينا: أطلق مؤسس شركة هابيتات، ميلارد فولر على شارلوت اسم "The Miracle on 19th Street"، وكان الممثل الكوميدي بوب هوب من بين المتطوعين الذين أتوا لبناء 14 منزلاً في منطقة شارلوت. كانت هذه هي السنة الأولى التي أقيم فيها المشروع بالترادف مع أسبوع تربية المنازل في جميع أنحاء العالم، حيث تم البدء في 300 منزل إضافي.

## 1988
أتلانتا ، جورجيا، وفيلادلفيا ، بنسلفانيا: كان البناء عام 1988 هو الأول الذي أقيم في موقعين منفصلين - مشروع تجديد يضم 200 متطوع، و 10 وحدات في شمال فيلادلفيا، ومشروع يضم 1000 متطوع و 20 منزلًا في حي إدجوود بأتلانتا.

## 1989
ميلووكي ، ويسكونسن: يعاني مبنى ميلووكي من هطول أمطار باردة ثابتة، وكان في خطر التأخر عن الجدول الزمني، خلال مقابلة تلفزيونية مباشرة طلب الرئيس كارتر المساعدة من عمال الأسقف المحليين، الذين بدأوا في الظهور بأعداد كبيرة في صباح اليوم التالي، قاموا بتغطية جميع المنازل في يوم واحد، وتلقى فرع ميلووكي دفعة كبيرة في التبرعات والاهتمام الذي دفعه إلى الأمام، أنهى أكثر من 1000 متطوع ستة منازل، وقاموا بترميم ثمانية منازل أخرى، تضمن أسبوع تربية المنازل الأوسع في عام 1989 بدء تشغيل 500 منزل أو إكمالها أو إعادة تأهيلها.

## 1990
تيخوانا، المكسيك، وسان دييغو ، كاليفورنيا: من خلال المغامرة عبر الحدود أصبح مشروع عمل كارتر دوليًا لأول مرة، عاش ما يقرب من 2000 متطوع في مدينة خيام مساحتها أربعة أفدنة وقسموا وقتهم بين تيخوانا وسان دييغو، يفتقر موقع البناء في تيخوانا إلى الكهرباء والمياه الجارية، وصف الرئيس كارتر المبنى بأنه «الأكثر تعقيدًا والأكثر إرضاءًا» حتى الآن، رفع المشروع 100 منزل في تيخوانا وسبعة في سان دييغو.

## 1991
ميامي ، فلوريدا: اندلعت ليبرتي سيتي في ميامي في أعمال شغب عنيفة في عام 1980 دمرت الحي، وقام الرئيس كارتر بجولة في الدمار أثناء وجوده في منصبه، بعد أكثر من عقد من الزمان عاد ليقوم بنفسه بإعادة البناء، حيث عمل في 14 منزلاً ومركز رعاية نهارية، قالت فيرجينيا مارشال صاحبة المنزل التي كانت لا تزال تعيش في منزلها «هابيتات» بعد أكثر من 20 عامًا: «لقد استمتعت حقًا بالطريقة التي اجتمع بها جميع المتطوعين، من البيض والسود، وساعدوا في بناء المشروع».

## 1992
واشنطن العاصمة وبالتيمور بولاية ماريلاند: «هابيتات ليست منظمة خيرية، لا نعتقد أن أفضل طريقة لمساعدة الناس هي منحهم هدية بابا نويل»، قال الرئيس كارتر في حفل وضع حجر الأساس في واشنطن العاصمة، بعد خمسة أيام من البناء الخاطف، مع مجموعة دولية من المتطوعين، كان 20 من أصحاب المنازل الجدد في بالتيمور وواشنطن على استعداد للتحرك.

## 1993
وينيبيغ، مانيتوبا، وواترلو، أونتاريو، كندا: تدفق الكنديون من أكثر من 50 مجتمعًا إلى وينيبيغ وواترلو لبناء 28 منزلًا جديدًا في أول مشروع عمل كارتر الدولي بالكامل.

## 1994
إيجل بوت ، داكوتا الجنوبية: طلب الرئيس كارتر على وجه التحديد البناء على محمية أمريكية أصيلة، لذلك توجه مشروع عمل كارتر الحادي عشر إلى ريف ساوث داكوتا. ينام المتطوعون في خيام نصبت في ملعب كرة القدم بالمدرسة الثانوية المحلية، بينما بقيت عائلة كارتر في مكان قريب في خيمة تقليدية قدمها هنود سيوكس. قال إيمانويل جوزيف ريد بير الثاني إن بناء منزله بجانب كارترز كان بمثابة «حلم تحقق»، على الرغم من العواصف الشديدة، بنى المتطوعون 30 منزلًا جديدًا في المحمية.

## 1995
واتس، لوس أنجلوس، كاليفورنيا: على الرغم من أن كارتر ركزوا كما هو الحال دائمًا على بناء منزل واحد - لماكس وتوني نيتلز - فقد قاموا بدق المسامير الاحتفالية في جميع المنازل البالغ عددها 21 على طول شارع East Santa Ana Boulevard في واتس. عمل أكثر من 1500 متطوع من 39 ولاية وخمسة دول في المشروع، الذي رافقه بناء متسارع في خمسة فروع أخرى في جنوب كاليفورنيا.

## 1996
فاك، المجر: كرئيس، أعاد كارتر جواهر التاج الوطني للمجر، والتي استولى عليها النازيون وصادرتها القوات الأمريكية لاحقًا لإبقائها بعيدًا عن أيدي السوفييت. عندما كان المشروع يتجه نحو التوسع في أوروبا، اقترح هنغاريا. كانت بلدة فاك الصغيرة الخلابة (التي تُلفظ «فوتز»)، الواقعة على منحنى نهر الدانوب إلى الشمال قليلاً من بودابست، هي «أجمل» مواقع المشروع، كما قال لاحقًا. قام فريق دولي مكون من 500 متطوع ببناء 10 منازل.

## 1997
كنتاكي الشرقية وتينيسي: كان لمشروع جبال الأبلاش "Hammering in the Hills" خلفيات جميلة، لكن الفقر هناك كان عميقًا. كان متوسط الدخل للأسر في المجتمعات الثمانية التي خدمت أقل من 13000 دولار في السنة، وأكثر من 16 في المائة تفتقر إلى السباكة الداخلية. ومن بين المتطوعين المشاركين خلال الأسبوع: السيدة الأولى هيلاري رودهام كلينتون ورئيس مجلس النواب نيوت جينجريتش ، قام JCWP والبناء التابع له في جميع أنحاء المنطقة ببناء أكثر من 200 منزل جديد، بعضها بالشراكة مع اتحاد شركات الإسكان في أبالاتشي.

## 1998
هيوستن ، تكساس: ارتفعت الحرارة بشكل جيد إلى ثلاثة أرقام - مقياس حرارة يقرأ 110 درجة في المنزل حيث كانت روزالين كارتر تعمل في هيوستن. لكن المبنى استمر. قالت في الموقع: «أعتقد أن حقيقة أن الناس لديهم منزل يفعل شيئًا من أجل احترامهم لذاتهم». وأضاف الرئيس كارتر: «غالبًا ما يحصلون على طموح جديد، لقد شهدوا نجاحًا وشهدوا الوفاء بالوعد مرة واحدة على الأقل في حياتهم». حوالي 6000 متطوع قاموا ببناء 100 منزل. وشمل ذلك 25 سجينًا محليًا، ستة منهم تم توظيفهم من قبل فرع الموئل المحلي بعد الانتهاء من عقوباتهم.

## 1999
الفلبين: كان الموضوع في لغة تاغالوغ هو "Magbayanihan Tayo -" دعونا نبني معًا "- لأكبر مشروع عمل كارتر وأكثرها تعقيدًا على الإطلاق، مع 293 منزلاً في ستة مواقع و 14000 متطوع. غطت وسائل الإعلام الفلبينية المشروع بلا هوادة؛ أكثر من 150 تسابق الصحفيون خلف السياج للحصول على لقطات من كارتر أثناء قيامهم ببناء منازل بسيطة مصنوعة من الكتل الخرسانية مع أسقف معدنية مجلفنة ونوافذ زجاجية.

## 2000
نيويورك، نيويورك؛ جاكسونفيل ، فلوريدا؛ وسومتر كاونتي، جورجيا: «لم أكن أعتقد أننا سنأتي لسنة ثانية. لم يكن لدي أي فكرة عن التوسع»، قال الرئيس كارتر للمتطوعين عندما عاد المشروع إلى نيويورك. بنى كارتر والمتطوعون 157 منزلاً، بما في ذلك منزل هابيتات رقم 100000 في هارلم، ومن ثم منزله رقم 100001 في بلينز، جورجيا، مسقط رأسهم. ومن المشاهير الذين قدموا يد المساعدة: الممثلة سوزان ساراندون التي قالت «إنها هدية للمشاركة في شيء كهذا».

## 2001
كوريا الجنوبية. زار الرئيس كارتر كوريا الجنوبية لأول مرة في عام 1950 عندما كان ضابط غواصة شاب، وعاد لاحقًا كرئيس ومسؤول إنساني. أُطلق على الموقع الرئيسي للمشروع Asan ، لقب قرية المصالحة وتحدث كارتر في ملاحظاته للمتطوعين عن هذا الموضوع: «كلمة واحدة سمعتها في كوريا الجنوبية أكثر من أي كلمة أخرى هي» المصالحة «. إنني أنظر إلى Habitat for Humanity كحركة للمصالحة، وكسر الحواجز ... بين الأغنياء والفقراء». قام تسعة آلاف متطوع - بمن فيهم رئيس كوريا الجنوبية كيم داي جونغ - ببناء 136 منزلاً .

## 2002
ديربان، كوا زولو ناتال، جنوب إفريقيا: بعد أقل من عقد من إنتهاء العنصرية القانونية في جنوب إفريقيا، بنى السود والبيض جنبًا إلى جنب في حي دمرته الحكومة خلال نظام الفصل العنصري. في حفل الافتتاح قال الرئيس كارتر إنه نشأ أيضًا في مجتمع منعزل وشعر بالإرتباط بجنوب إفريقيا، وقال: «لطالما كانت عائلتنا قريبة من هذا البلد العظيم»، «سنعمل يدًا بيد معًا». وكان من بين المتطوعين في أول مشروع أفريقي رؤساء كينيا وموزمبيق وملاوي وغراسيا ماشيل زوجة رئيس جنوب إفريقيا السابق نيلسون مانديلا.

## 2003
لاجرانج وفالدوستا، جورجيا وأنيستون، ألاباما: خلقت الأمطار الغزيرة طينًا عميقًا في الكاحل وتناوبت مع شمس الصيف القاسية حيث عمل كارتر في ثلاثة مواقع بناء، وكلها على بعد أقل من 200 ميل من منزلهم في بلينز، جورجيا. قام المتطوعون ببناء 92 منزلاً في عام 2003.

## 2004
بويبلا وفيراكروز، المكسيك: بنى حوالي 4000 متطوع 150 منزلاً في المدينتين المكسيكيتين.

## 2005
بينتون هاربور وديترويت، ميشيغان وويندسور، أونتاريو، كندا، قام المتطوعون ببناء 280 منزلاً على هذا المبنى المزدوج البلد، والذي تم توثيقه بواسطة شبكة DIY في سلسلة «منازل الموئل: مشروع عمل جيمي كارتر»، عندما ظهر المتطوعون صباح يوم الإثنين في موقع بناء بينتون هاربور، وجدوا جروًا مختلطًا من نوع لابرادور بدون مالك، تبناها الطاقم بأكمله وأطلقوا عليها اسم روزي، باسم روزالين كارتر، في النهاية منحها أحد المتطوعين منزلًا دائمًا.

## 2006
لونافالا، ماهاراشترا، الهند: في قرية ليست بعيدة عن المكان الذي تطوعت فيه ليليان كارتر ذات مرة في فيلق السلام، رحب إبنها بـ 2000 متطوع للبناء، ومن بينهم: الممثل براد بيت والممثل جون أبراهام ونجم الكريكيت ستيف وو وملكة جمال العالم السابقة ديانا هايدن. قال جوناثان ريكفورد الرئيس التنفيذي لشركة HFHI: «أعتقد أنه كان من الممتع للجميع أن يكون لديهم مثل هؤلاء الأشخاص البارزين في الموقع لكن مشاركتهم تساعد في جذب المزيد من الانتباه إلى ما يفعله الموئل، ليس فقط في الهند، ولكن في جميع أنحاء العالم.»

## 2007
لوس أنجلوس وسان بيدرو، كاليفورنيا: على الرغم من أن مشروع عمل كارتر معروف ببناء منازل جديدة، فقد تبنى، مثل هابيتات، طرقًا جديدة لمساعدة الناس والتعبئة ضد فقر الإسكان. في عام 2007 أصلح المتطوعون 35 منزلاً في لوس أنجلوس كجزء من برنامج A Brush With Kindness التابع لشركة هابيتات، بالإضافة إلى بناء 30 منزلًا وشقة سكنية.

## 2008
ساحل الخليج الأمريكي: خلال البناء السنوي الخامس والعشرين، قامت حوالي 20 شركة تابعة لشركة هابيتات على طول ساحل الخليج ببناء مساكن جديدة في المناطق التي ضربها إعصار كاترينا في عام 2005. ساعد أكثر من 2000 متطوع في بناء منازل تضم 250 أسرة، تم تغيير اسم المشروع رسميًا إلى مشروع عمل جيمي وروزالين كارتر. قال الرئيس كارتر: «هكذا كان ينبغي أن يكون الأمر على الدوام لقد كانت شريكة حياتي ، لقد كانت في كل واحدة من هذه البنايات معي.»

## 2009
منطقة نهر الميكونغ (الصين ولاوس وتايلاند وكمبوديا وفيتنام): يبدأ نهر ميكونغ في الصين ويتدفق جنوباً عبر لاوس وتايلاند وكمبوديا قبل أن يجد البحر في فيتنام ؛ في عام 2009 قام مشروع عمل كارتر ببناء 166 منزلاً في جميع البلدان الخمسة في وقت واحد ، إرتفعت درجات الحرارة في فيتنام إلى التسعينيات وعانى العديد من المتطوعين من الحرارة ، في حين كان الطقس في سيتشوان بالصين شديد البرودة لدرجة أن المتطوعين تجمعوا حول المدافئ المحمولة للتدفئة.

## 2010
واشنطن العاصمة.؛ بالتيمور، ماريلاند ، توين سيتيز ، مينيسوتا ؛ وبرمنغهام ، ألاباما: تكريما لميلاد الرئيس كارتر الـ 86، قام المتطوعون ببناء وإعادة تأهيل 86 منزلًا في أربعة مواقع في عام 2010. وكان من بين المتطوعين نائب الرئيس السابق للرئيس كارتر ، والتر مونديل ، الذي انضم إليه في مينيسوتا. كما انضم الرئيس إلى فرقة Blind Boys of Alabama على خشبة المسرح في حفل الافتتاح في اليوم العالمي للموئل ليغني «لو كان لدي مطرقة».

## 2011
ليوغان ، هايتي: في أعقاب الزلزال المدمر عام 2010، إلتزم كارتر بمشروعين متتاليين في هايتي ، البلد الذي كان حتى قبل الزلزال الأفقر في نصف الكرة الغربي ، كانت العائلات تعيش في ملاجئ واهية في حقل لقصب السكر في ظل حرارة خانقة ، وكانوا متحمسين لبناء منازلهم البسيطة والمتينة. بقي المتطوعون في معسكر يسمى كريستيانفيل وانضم إليهم نجوم الريف غارث بروكس وتريشا ييروود ، الذين لم يكتفوا بالتأرجح في المطارق ولكن قاموا أيضًا بتسلية المتطوعين. في احتفال يوم المحاربين القدامى في الموقع ، حمل الرئيس كارتر ، وهو من قدامى المحاربين في البحرية الأمريكية ، قبعته الصلبة على قلبه أثناء عزف "The Star-Spangled Banner".

## 2012
ليوغان ، هايتي: عاد كارتر وعدد أكبر من المتطوعين إلى كريستيانفيل وليوغان لبناء منازل جنبًا إلى جنب مع عمال من هافن ، وهي منظمة إيرلندية غير ربحية. في صباح الأحد ، أقام الرئيس كارتر مدرسة الأحد في خيمة الطعام للمتطوعين ، تمامًا كما فعل لسنوات في السهول. في موقع العمل ، قام العديد من المتطوعين من عام 2011 بلم شملهم بالدموع مع أصحاب المنازل الهايتيين الذين عملوا معهم. قامت هابيتات اند هافن معًا ببناء 155 منزلًا جديدًا في هايتي خلال مشروع 2012.

## 2013
أوكلاند وسان خوسيه ، كاليفورنيا ؛ دنفر، كولورادو؛ نيويورك، نيويورك؛ ويونيون بيتش ، نيو جيرسي: بالنسبة لمشروعهم الثلاثين ، عمل كارتر من الساحل إلى الساحل ، وانتهى من حيث بدأ كل شيء ، في مبنى شقق ماسكوت فلاتس في الجانب الشرقي الأدنى من مانهاتن. في أوكلاند في 7 أكتوبر 2013 غنى 300 متطوع «عيد ميلاد سعيد» للرئيس كارتر الذي أتم 89 عامًا في الأول من أكتوبر.

## 2014
سيعقد مشروع العمل السنوي الحادي والثلاثون في منطقة دالاس / فورت وورث بولاية تكساس ، بدءًا من 5 أكتوبر.

## 2015
كان من المقرر عقد مشروع العمل السنوي الثاني والثلاثين في بوخارا ، نيبال ، 1-6 نوفمبر 2015. تم إلغاؤه في 8 أكتوبر 2015 بسبب نقص الوقود والإضطرابات المدنية بعد الإعلان عن دستور جديد.

## 2016
كان مشروع عمل كارتر الثالث والثلاثين التابع للمنظمة في ممفيس، تينيسي، 21-26 أغسطس 2016.

## 2017
كان مشروع عمل كارتر الرابع والثلاثين التابع للمنظمة في إدمونتون ، ألبرتا ووينيبيغ، مانيتوبا، كندا، 9-14 يوليو 2017.

## 2018
كان مشروع عمل كارتر الخامس والثلاثين التابع للمنظمة في مقاطعة سانت جوزيف بولاية إنديانا في الفترة من 26 إلى 31 أغسطس.

## 2019
تم عقد مشروع عمل كارتر السادس والثلاثين التابع للمنظمة في ناشفيل، تينيسي، من 6 إلى 11 أكتوبر.
أعلن الرئيس كارتر في 11 أكتوبر 2019 أن مشروع عمل كارتر السابع والثلاثين سيعقد في جمهورية الدومينيكان في نوفمبر 2020.